# 贝茜·海德
贝茜·海德 （英語：Bessie Head, 1937年7月6日—1986年4月17日）是南非出身的博茨瓦纳最具影响力的现代女作家。

## 生平
贝茜·海德出生于南非彼得马里茨堡。她是一位富有的南非白人妇女和一位黑人仆人的孩子。她的母亲患有精神疾病。在她母亲自杀之后，贝茜由寄养父母抚养，后来又被送入一个孤儿院。 
1957年1月，她在德班郊区克莱尔伍德的一所学校任教。在1958年至1960年间，她担任“金城邮报”（The Golden City Post）和“鼓”（Drum Magazine）杂志社的记者。 她于1960年加入泛非主义者大会（PAC）。1961年9月1日，她与哈罗德·海德（Harold Head）结婚。
1964年，她离开南非，带着年幼的儿子搬到了博茨瓦纳（当时还是贝专纳保护国）寻求庇护。然而，贝茜需要生活15年才能获得博茨瓦纳公民身份。她定居在博茨瓦纳最大的“村庄”塞罗韦（传统定居点而非城镇）。塞罗韦因其作为Bamangwato部落的首都而闻名。被罢免的Bamangwato部落酋长塞雷茨·卡马在不久之后成为了博茨瓦纳独立共和国的第一任总统。
她于1986年死于肝炎，年仅48岁。

## 著作
- 《乌云密布》When Rain Clouds Gather (1968)

- 《权力之问》A Question of Power (1973)

## 荣誉
在2003年，她因对文学的杰出贡献以及为自由、和平的不懈斗争精神，被授予南非天堂鸟金勋章（Order of Ikhamanga）。 